# Muntazah ash Shallālāt
Muntazah ash Shallālāt (arabiska: منتزه الشلالات, حدائق الشلالات) är en park i Egypten.   Den ligger i guvernementet Alexandria, i den norra delen av landet, 180 km nordväst om huvudstaden Kairo. Muntazah ash Shallālāt ligger 9 meter över havet.
Terrängen runt Muntazah ash Shallālāt är mycket platt. Havet är nära Muntazah ash Shallālāt åt nordväst. Runt Muntazah ash Shallālāt är det mycket tätbefolkat, med 5 598 invånare per kvadratkilometer. Närmaste större samhälle är Alexandria, 4,2 km öster om Muntazah ash Shallālāt. Runt Muntazah ash Shallālāt är det i huvudsak tätbebyggt.